# Behice Sultan
Behice Sultan (turco ottomano:  بهيجه سلطان, lett. "felicità"; Istanbul, 6 agosto 1848 – Istanbul, 30 novembre 1876) è stata una principessa ottomana, figlia del sultano Abdülmecid I e della consorte Nesrin Hanim.

## Origini
Behice Sultan nacque il 6 agosto 1848 a Istanbul, nel Palazzo di Çırağan. Suo padre era il sultano ottomano Abdülmecid I e sua madre una delle sue consorti, Nesrin Hanim. Era l'unica figlia di sua madre e aveva un fratello maggiore, Şehzade Mehmed Ziyaeddin, e due fratelli minori, i gemelli Şehzade Mehmed Bahaeddin e Şehzade Mehmed Nizameddin, tutti morti bambini. 
Rimasta orfana di madre ai primi del 1853, a cinque anni, e venne adottata da un'altra consorte del padre, Şayan Kadın, che non aveva figli suoi. Nel 1860, a dodici anni, perse anche la madre adottiva. 

## Malattia
Behice Sultan contrasse la tubercolosi da bambina e dovette crescere e vivere in perenne isolamento, continuamente sottoposta a cure di medici sia ottomani che stranieri.  
La sua famiglia, in particolare le sue sorellastre Refia Sultan e Seniha Sultan le inviavano continuamente lettere affettuose per cercare di rasserenarla, ma Behice crebbe frustrata e sensibile a causa della solitudine, della malattia e della reclusione, e nelle sue lettere traspare l'invidia per la libertà, la salute e in generale la vita delle sorelle.  
Aveva anche una fitta corrispondenza con una certa Feleksu Kalfa, anche lei malata, ma di malaria.  
Più di tutto, Behice avrebbe voluto sposarsi e avere una famiglia. Supplicava continuamente suo padre perché le organizzasse un fidanzamento, come aveva fatto per le sue sorelle. Per farla contenta, Abdülmecid le preparò la dote e le disse di aver selezionato dei candidati alla sua mano, ma rimandò sempre la scelta e quindi l'organizzazione delle nozze perché non la giudicava abbastanza in salute per sposarsi.

## Matrimonio
Nel 1861 Abdülmecid I morì e gli successe il suo fratellastro minore, Abdülaziz I.  
Behice continuò a implorare senza sosta anche lui perché le permettesse di sposarsi, ma anche lui rimandò sempre la sua richiesta, soprattutto quando la principessa compì vent'anni e fu chiaro che era peggiorata, entrando nelle fasi finali della malattia. Tuttavia, nel 1875, Behice riuscì finalmente a convincere lo zio che le cure avevano avuto effetto e che si era ripresa abbastanza da poter convolare a nozze, e lui scelse per lei Hamid Halil Bey, figlio di Mehmed Nurullah Bey e nipote di Halil Hamid Pasha, sei anni più giovane di Behice.   
In quell'occasione, Refia Sultan scrisse a Behice per congratularsi con lei e le disse di aver visto il suo promesso, che Behice non aveva ancora incontrato, dalla finestra e che le era piaciuto molto, le era parso bello, educato ed elegante.  
Behice era felicissima, anche se Feleksu Kalfa, che le scrisse per felicitarsi, le espresse preoccupazioni per la sua salute e le raccomando i trattamenti di Pertev Kalfa. 
Abdülaziz preparò la dote di Behice, ma le nozze furono rimandate prima dalla sua morte, poi dall'ascesa e dalla deposizione di Murad V e dalla salita al trono di Abdülhamid II, entrambi fratellastri di Behice, e infine dalla morte di un suo altro fratellastro, Şehzade Mehmed Burhaneddin.  
Finalmente, il 16 novembre 1876 il matrimonio fu celebrato e alla coppia venne assegnato il Palazzo di Kuruçeşme, sul Bosforo.

## Morte
Behice Sultan morì il 30 novembre 1876, appena due settimane dopo le nozze. Aveva ventotto anni, la stessa età a cui morì sua madre biologica, e aveva passato in solitudine la quasi totalità della sua vita.  
Venne sepolta nel mausoleo Nakşidil Sultan, nella moschea Fatih.  
I suoi beni furono in parte distribuiti alle sorelle, in particolare Naile Sultan e Mediha Sultan, e in parte venduti. 